# The Black Keys
The Black Keys es una banda de rock estadounidense formada en Akron (Ohio) en 2001 y compuesta por Dan Auerbach (voz y guitarra) y Patrick Carney (batería).
El dúo comenzó de forma independiente, grabando música en sótanos y produciendo sus propios álbumes, antes de emerger como una de las bandas más populares de garage rock en la década de 2010. El crudo sonido de blues rock de la banda está relacionado directamente con las influencias de Auerbach, incluyendo a Howlin' Wolf y Robert Johnson.

## Historia
Amigos desde la infancia, Auerbach y Carney formaron el grupo tras terminar sus estudios. El nombre de la banda se inspiró en un artista amigo del grupo que padecía de esquizofrenia y que usaba el término black keys para describir a "las personas que no estaban del todo bien". Un doble significado también puede interpretarse como el hecho de que las teclas negras (black keys) de un piano comprenden la escala pentatónica de mi bemol menor, que se asocia frecuentemente con el blues y el rock.
Tras firmar con el sello Alive, publicaron su álbum debut, "The Big Come Up" en 2002, seguido por "Thickfreakness" en 2003, el cual les consiguió un nuevo sello, Fat Possum Records. Durante la siguiente década, los Black Keys formaron una base de admiradores con extensas giras en pequeños clubes, sus frecuentes publicaciones de álbumes y sus apariciones en festivales de música. Su tercer álbum, "Rubber Factory" publicado en 2004, recibió buenas críticas y mejoró la imagen de la banda, llevándolos a firmar un contrato con el sello Nonesuch Records en 2006. Tras autoproducir y grabar sus primeros cuatro álbumes, el dúo completó "Attack & Release" en 2008, en un estudio profesional, contratando al productor Danger Mouse.
Su entrada en el mundo comercial se dio en 2010 con el álbum "Brothers", con su sencillo Tighten Up, que les hizo ganar tres Premios Grammy. Su siguiente disco, "El Camino", publicado en 2011, alcanzó el número dos del Billboard 200, comenzando también con este disco su primera gira en grandes estadios. El álbum, y su sencillo Lonely Boy ganaron tres Premios Grammy. En los MTV Movie Awards de 2012, Johnny Depp compartió escenario con ellos en una explosiva interpretación. 
En febrero de 2013, la banda estadounidense triunfó en la LV edición de los premios Grammy, llevándose los premios al mejor disco, mejor canción y actuación rock, además del Grammy al mejor productor que fue para el guitarrista y cantante, Dan Auerbach.
El 21 de marzo de 2014, se anunció su nuevo álbum titulado "Turn Blue" y se fija para ser lanzado el 13 de mayo de 2014. El primer sencillo, Fever fue lanzado el 24 de marzo. Su segundo sencillo, Turn Blue, fue lanzado el 14 de abril.
El 14 de mayo de 2021 lanzan un álbum titulado "Delta Kream" con la discográfica Warner Music donde interpretan once versiones de temas clásicos de blues de Misisipi. En el disco también colaboran los músicos de blues Kenny Brown y Eric Deaton.

## Curiosidades
Han logrado gran reconocimiento y aclamación por parte de la crítica desde que su álbum debut fuera ovacionado por la revista Rolling Stone. La revista Time los nombró como uno de los "10 mejores conciertos del 2003" (detrás de OutKast y The White Stripes). 
Han teloneado a varios grupos como Beck y Radiohead, han salido de gira con otros como Sleater-Kinney y participaron en el festival Lollapalooza de 2005. Además, recibieron gran apoyo del influyente locutor británico John Peel, aparecieron en el Late Night with Conan O'Brien y el Late Show with David Letterman
Robert Plant (el cantante de Led Zeppelin), Billy Gibbons de ZZ Top así como Thom Yorke, Jonny Greenwood de Radiohead son fans de The Black Keys. Kirk Hammett, el guitarrista de Metallica también ha declarado en una entrevista que disfruta de su música. Matt Helders, baterista de los Arctic Monkeys, fue visto con una camiseta del grupo en varios conciertos y en una entrevista para MTV.
El vocalista de Guns N' Roses, Axl Rose, señaló en una entrevista que el álbum El Camino, fue su favorito durante el año en que este fue publicado.

## Discografía

### Álbumes
https://es.wikipedia.org/wiki/The_Black_Keys
- The Big Come Up (2002)
- Thickfreakness (2003)
- Rubber Factory (2004)
- Magic Potion (2006)
- Attack and Release (2008)
- Brothers (2010)
- El Camino (2011)
- Turn Blue (2014)
- Let's Rock (2019)
- Delta Kream (2021)
- Dropout Boogie (2022)
- Ohio Players  (2024)
- No Rain, No Flowers  (2025)

### EP
- The Moan - CD (19 de enero de 2004, Alive Records)
- Chulahoma: The Songs of Junior Kimbrough - CD (2 de mayo de 2006, Fat Possum Records)
- Leavin' Trunk/She Said, She Said - Vinil de 7" (octubre de 2003, Isota Records)

### Sencillos
| Año              | Canción                                 | Mejor posición en listas | Mejor posición en listas | Mejor posición en listas | Mejor posición en listas | Mejor posición en listas | Mejor posición en listas | Mejor posición en listas | Mejor posición en listas | Mejor posición en listas | Mejor posición en listas | Certificaciones                                 |                 |                 |                 |                 |
| Año              | Canción                                 | Hot 100                  | Alt. Songs               | Rock Songs               | AUS                      | BEL (Fla)                | CAN                      | CAN Alt.                 | CAN Rock                 | FRA                      | U.K.                     | Certificaciones                                 |                 |                 |                 |                 |
| The Big Come Up  | The Big Come Up                         | The Big Come Up          | The Big Come Up          | The Big Come Up          | The Big Come Up          | The Big Come Up          | The Big Come Up          | The Big Come Up          | The Big Come Up          | The Big Come Up          | The Big Come Up          | The Big Come Up                                 | The Big Come Up | The Big Come Up | The Big Come Up | The Big Come Up |
| ---------------- | --------------------------------------- | ------------------------ | ------------------------ | ------------------------ | ------------------------ | ------------------------ | ------------------------ | ------------------------ | ------------------------ | ------------------------ | ------------------------ | ----------------------------------------------- | --------------- | --------------- | --------------- | --------------- |
| 2003             | "Leavin' Trunk/She Said, She Said"      | —                        | —                        | —                        | —                        | —                        | —                        | —                        | —                        | —                        | —                        |                                                 |                 |                 |                 |                 |
| Thickfreakness   |                                         |                          |                          |                          |                          |                          |                          |                          |                          |                          |                          |                                                 |                 |                 |                 |                 |
| 2003             | "Set You Free"                          | —                        | —                        | —                        | —                        | —                        | —                        | —                        | —                        | —                        | —                        |                                                 |                 |                 |                 |                 |
| 2003             | "Hard Row"                              | —                        | —                        | —                        | —                        | —                        | —                        | —                        | —                        | —                        | 86                       |                                                 |                 |                 |                 |                 |
| 2003             | "Have Love Will Travel"                 | —                        | —                        | —                        | —                        | —                        | —                        | —                        | —                        | —                        | 77                       |                                                 |                 |                 |                 |                 |
| Rubber Factory   |                                         |                          |                          |                          |                          |                          |                          |                          |                          |                          |                          |                                                 |                 |                 |                 |                 |
| 2004             | "10 A.M. Automatic"                     | —                        | —                        | —                        | 86                       | —                        | —                        | —                        | —                        | —                        | 66                       |                                                 |                 |                 |                 |                 |
| 2004             | "'Till I Get My Way/Girl Is on My Mind" | —                        | —                        | —                        | —                        | —                        | —                        | —                        | —                        | —                        | 62                       |                                                 |                 |                 |                 |                 |
| Magic Potion     |                                         |                          |                          |                          |                          |                          |                          |                          |                          |                          |                          |                                                 |                 |                 |                 |                 |
| 2006             | "Your Touch"                            | —                        | —                        | —                        | —                        | —                        | —                        | —                        | —                        | —                        | —                        |                                                 |                 |                 |                 |                 |
| 2006             | "You're the One"                        | —                        | —                        | —                        | —                        | —                        | —                        | —                        | —                        | —                        | —                        |                                                 |                 |                 |                 |                 |
| 2006             | "Just Got to Be"                        | —                        | —                        | —                        | —                        | —                        | —                        | —                        | —                        | —                        | —                        |                                                 |                 |                 |                 |                 |
| Attack & Release |                                         |                          |                          |                          |                          |                          |                          |                          |                          |                          |                          |                                                 |                 |                 |                 |                 |
| 2008             | "Strange Times"                         | —                        | —                        | —                        | —                        | —                        | —                        | —                        | —                        | —                        | —                        |                                                 |                 |                 |                 |                 |
| 2008             | "I Got Mine"                            | —                        | —                        | —                        | —                        | —                        | —                        | —                        | —                        | —                        | —                        |                                                 |                 |                 |                 |                 |
| 2008             | "Same Old Thing"                        | —                        | —                        | —                        | —                        | —                        | —                        | —                        | —                        | —                        | —                        |                                                 |                 |                 |                 |                 |
| Brothers         |                                         |                          |                          |                          |                          |                          |                          |                          |                          |                          |                          |                                                 |                 |                 |                 |                 |
| 2010             | "Tighten Up"                            | 87                       | 1                        | 1                        | —                        | 17                       | 57                       | 1                        | 1                        | —                        | —                        | - EUA: Oro - CAN: Oro                           |                 |                 |                 |                 |
| 2010             | "Howlin' for You"                       | 116                      | 3                        | 5                        | —                        | —                        | 50                       | 1                        | 2                        | —                        | —                        | - CAN: Oro                                      |                 |                 |                 |                 |
| 2010             | "Next Girl"                             | —                        | —                        | —                        | —                        | —                        | —                        | 5                        | 11                       | —                        | —                        |                                                 |                 |                 |                 |                 |
| El Camino        |                                         |                          |                          |                          |                          |                          |                          |                          |                          |                          |                          |                                                 |                 |                 |                 |                 |
| 2011             | "Lonely Boy"                            | 64                       | 1                        | 1                        | 2                        | 13                       | 33                       | 1                        | 1                        | 33                       | 80                       | - EUA: Platino - AUS: 3× Platino - CAN: Platino |                 |                 |                 |                 |
| 2012             | "Gold on the Ceiling"                   | 94                       | 1                        | 2                        | 34                       | 52                       | 51                       | 1                        | 1                        | —                        | 57                       | - AUS: Platino - EUA: Oro - CAN: Oro            |                 |                 |                 |                 |
| 2012             | "Little Black Submarines"               | 106                      | 2                        | 6                        | —                        | 62                       | 54                       | 2                        | 2                        | —                        | —                        | - CAN: Oro                                      |                 |                 |                 |                 |
| Turn Blue        |                                         |                          |                          |                          |                          |                          |                          |                          |                          |                          |                          |                                                 |                 |                 |                 |                 |
| 2014             | "Fever"                                 | 77                       | 1                        | 12                       | 65                       | 54                       | 29                       | 1                        | 1                        | 84                       | 57                       |                                                 |                 |                 |                 |                 |
| 2014             | "Turn Blue"                             | 114                      | —                        | 19                       | —                        | —                        | 92                       | —                        | —                        | —                        | —                        |                                                 |                 |                 |                 |                 |
| 2014             | "Bullet in the Brain"                   | —                        | —                        | —                        | —                        | 83                       | —                        | —                        | —                        | —                        | —                        |                                                 |                 |                 |                 |                 |
| 2014             | "Gotta Get Away"                        | —                        | 8                        | 22                       | —                        | 55                       | 93                       | 7                        | 1                        | —                        | —                        |                                                 |                 |                 |                 |                 |
| 2015             | "Weight of Love"                        | —                        | 23                       | 24                       | —                        | —                        | —                        | —                        | —                        | 84                       | —                        |                                                 |                 |                 |                 |                 |

### Discos en vivo
- Live in Austin, TX (2006)

## Videografía

### DVD
- Thickfreakness In Austin - DVD5 (7 de septiembre de 2004, Jumper Productions) (limitado a 10,000 copias)
- Live - DVD5 (4 de octubre de 2005, Fat Possum Records/Ryko)
- Austin City Limits Music Festival 2005 - 2DVD5 (20 de junio de 2006, Image Entertainment)
- Set You Free

### Videos musicales
- Set You Free (Thickfreakness, 2003)
- 10am Automatic (Rubber Factory, 2004) - Dirigido por David Cross
- Just Got To Be (Magic Potion, 2006)
- Your Touch (Magic Potion, 2006)
- Tighten Up (Brothers, 2010)
- Too Afraid To Love You (Brothers, 2010)
- Howlin' For You (Brothers, 2010)
- Next Girl (Brothers, 2010)
- Lonely Boy  (El Camino, 2011)
- Gold On The Ceiling  (El Camino, 2011)
- Little Black Submarines  (El Camino, 2011)
- Fever (Turn Blue, 2014)
- Weight Of Love (Turn Blue, 2014)
- Go (Lets Rock, 2019)
- Wild Child (Dropout Boogie, 2022)